# Итонама
Итонама (самоназвание мачото) — индейская народность в Боливии (на востоке департамента Бени в провинции Итенес).

## Численность
2000 год - 5090 человек.

## Языки
Говорят на испанском языке; несколько человек, относящихся к старшему поколению, сохранили владение языком итонама, но уже не пользуются им в общении.

## Религии
Верующие итонама — христиане (в основном католики); традиционные верования были утрачены к середине XX века.

## Традиционное занятие
Ручное подсечно-огневое земледелие

## Культура
До прихода колонизаторов были близки по культуре мохо, однако в отличие от последних не имели крупных поселений, власть вождей была более ограниченной. Впервые упоминаются в 1704 в связи с проникновением иезуитских миссионеров в саванны Мохо. Вскоре после этого были обращены в католицизм и расселены в миссиях иезуитов. Ко времени изгнания последних в 1767 численность итонама составляла более 4000 человек.
В настоящее время итонама по своей культуре практически не отличаются от других испаноязычных боливийцев.